# Provincia de Cuenca
Cuenca es una provincia española de la comunidad autónoma de Castilla-La Mancha, con capital en la ciudad homónima de Cuenca. Cuenta con una población de 199 025 habitantes (INE 2024), de los que alrededor de un 26,95 % viven en la capital. La zona noreste de la provincia está dominada por el sistema Ibérico, mientras que al suroeste se extiende la llanura manchega. Tiene 238 municipios y una extensión total de 17 141 km², siendo la quinta provincia de mayor extensión de España. Cuenca provincia está plagado de pequeños núcleos de población dispersos por todo el territorio. La capital, declarada Patrimonio de la Humanidad, alberga a casi el 25% de los conquenses. A grandes rasgos podría dividirse en cuatro grandes áreas, la Serranía, la Alcarria, la Mancha y la Manchuela. 

## Símbolos
El escudo heráldico que representa a la provincia de Cuenca, aunque centenario, fue rehabilitado oficialmente el 31 de octubre de 1975 mediante decreto. El blasón es el siguiente:

«Escudo cuartelado. Primero, a su vez, cuartelado; primero y cuarto de gules, el castillo de oro; segundo y tercero de oro el león rampante de gules. Segundo, de gules; cáliz de oro, sumado de estrella de plata. Tercero, de plata; el pino de sinople. Cuarto, de azur; un libro —el fuero de Cuenca— de oro. Al timbre, corona real cerrada.»
Boletín Oficial del Estado nº 269 de 10 de noviembre de 1975.

El primer cuartel alude a la pertenencia de Cuenca al Reino de Castilla. El cáliz y la estrella aluden a la conquista de la ciudad de Cuenca, capital de la provincia. En concreto el cáliz de oro a la fecha definitiva de la conquista de la ciudad el 21 de septiembre de 1177, día de San Mateo, pues este simboliza el día del santo; mientras que la estrella de plata alude al 6 de enero de 1177, fiesta de los Reyes Magos, que se trató de la fecha de inicio del asedio.

## Geografía
Los Montes Universales, la mayor elevación de la provincia, discurren por el noreste de la provincia con alturas de superan los 1850 metros. Al sur de los Universales y ocupando una mayor extensión, la Serranía de Cuenca alcanza menores alturas salvo en la sierra de Valdemeca (1838 m). Los principales ríos son el Júcar, que discurre de norte a sureste, y el Cabriel, por el este antes de pasar a la provincia de Valencia. 
Limita al norte con la provincia de Guadalajara, al este con Aragón, en concreto con provincia de Teruel, y la Comunidad Valenciana, en concreto la provincia de Valencia, al sur con la provincia de Albacete, al oeste con la de Toledo y parte de la de Madrid y al suroeste con la provincia de Ciudad Real. 

### Hidrografía
Cuenca del Tajo
El Tajo, aunque no tiene su origen en la provincia de Cuenca, puesto que nace en Fuente García, en la provincia de Teruel, sirve de límite a la de Cuenca, separándola de la provincia de Guadalajara. Recibe por aquella parte los ríos de Cabrilla, Gallo y Hoceseca, y sigue por entre las provincias de Cuenca y Guadalajara, tocando términos de la segunda como Poveda de la Sierra, Peñalver, Zaorejas, Huertapelayo, Armallones, Valtablado, Carrascosa de Tajo, Chillarón del Rey, Pareja y Sacedón, saliendo de Cuenca cerca de Buendía, en jurisdicción de Almonacid de Zorita. Un afluente del Tajo es el Calvache.

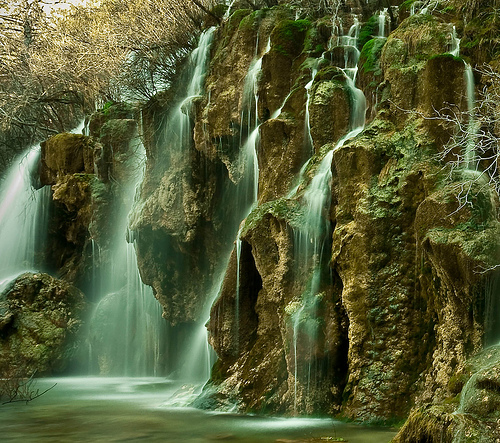
Nacimiento del río Cuervo

El Guadiela nace en las fuentes de la Muela de Pinilla, más arriba de la Cueva del Cobre, jurisdicción de la Cueva del Hierro; se engruesa con el riachuelo de Valsalobre y el derrame de las lagunas del Tobar o río Masegar, pasa por los términos y localidades de Beteta, Cañizares, Carrascosa, El Pozuelo, Alcantud, Priego, Arandilla del Arroyo, Albendea, San Pedro Palmiches, Villar del Infantado, Alcocer, Alcohujate, Cañaveruelas, La Isabela y Santa María de Poyos (desaparecidas bajo las aguas del embalse de Buendía), y Buendía, y al salir de la provincia se junta al Tajo, quizá con mayor caudal, en el embalse de Bolarque. Entre los afluentes del Guadiela figuran el Cuervo y el Escabas, alimentado este último a su vez por el río Trabaque.
El río Mayor o de Huete tiene tres fuentes principales: una en Valdecabrillas, otra en Villarejo de la Peñuela y otra en Villar del Saz de Navalón, que se reúnen entre Castillejo del Romeral y Valdecolmenas de Abajo; deja a la derecha a Castillejo del Romeral y a Bonilla, y a la izquierda a Caracenilla y Verdelpino de Huete, pasa cerca de Huete, donde se encuentra con la fuente del Borbotón, prosigue por Moncalvillo, se une al río Guadamejud, y ambos acrecientan al Guadiela cerca de Buendía, en el embalse homónimo.
Cuenca del Júcar
El Júcar es uno de los principales ríos de la provincia. Nace en la sierra de Tragacete, en el sitio llamado Ojuelos de Valdeminguete, sobre la herrería de los Chorros, entra en el partido de Cañete por Huélamo, vuelve al de Cuenca pasando por Uña y Villalba de la Sierra, llega a Cuenca medianamente caudaloso, y se desliza por términos y localidades como Albaladejito, Colliguilla, Belmontejo, Villaverde y Pasaconsol, Olivares, Valverde, Buenache de Alarcón, Gascas de Alarcón (desaparecida bajo el embalse de Alarcón), Alarcón y El Picazo, entrando en la provincia de Albacete por Villalgordo del Júcar. Son tributarios del Júcar cursos de agua como el Moscas, el Valdemembra, el Tórtola y el Huécar. Este último nace en el Ojo de Megía, término de Palomera, pasa por la de su nombre, cruza desde el Cristo del Amparo la ciudad de Cuenca y sus arrabales, y se une al Júcar al salir de ellos; su caudal es escaso.

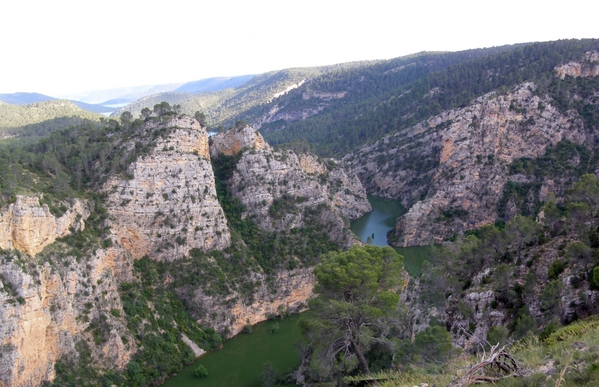
Hoces del río Mira

El Cabriel tiene su origen en la sierra de Tragacete, atraviesa el partido de Cañete, corre por el término de Villora, fertiliza los términos de Mira, La Pesquera y, ya en la provincia de Valencia, Villargordo del Cabriel, en cuyas inmediaciones lo cruza la autovía del Este; se une al Júcar en el valle de Cofrentes. Entre sus afluentes se encuentran el Mira (u Ojos de Moya) y el Guadazaón. Otro curso de agua de la cuenca del Júcar es el Ranera, que nace en el pico de este nombre y se junta cerca de Requena al río Magro.
Cuenca del Guadiana
El Záncara tiene su origen en el término de Abia de la Obispalía y se forma de dos fuentes principales: una en el término de Abia y otra en el Villarejo Seco, que se juntan más abajo de Huerta de la Obispalía, y pasan por Zafra de Záncara, el Congosto, Villar de Cañas, Casas de Haro, Carrascosa de Haro, Villar de la Encina, La Alberca de Záncara, Las Pedroñeras y el despoblado de Santiago de la Torre, en el término de El Provencio sale de la provincia a unirse al Guadiana. Se nutre de cursos de agua como el Saona y el Rus.
El Cigüela nace un poco más arriba de la venta de Cabrejas, partido de Cuenca, sobre la carretera de Tarancón a dicha ciudad; pasa por el despoblado de Cabrejas, Villar del Horno, Naharros, Horcajada de la Torre, Torrejoncillo del Rey, Almonacid del Marquesado, y corriendo por los términos de Pozorrubio de Santiago, Horcajo de Santiago y Villamayor de Santiago, partido de Tarancón, entra en la provincia de Toledo por Villanueva de Alcardete, hasta reunirse con el Guadiana. El Riánsares es el principal afluente del Gigüela.
Lagunas

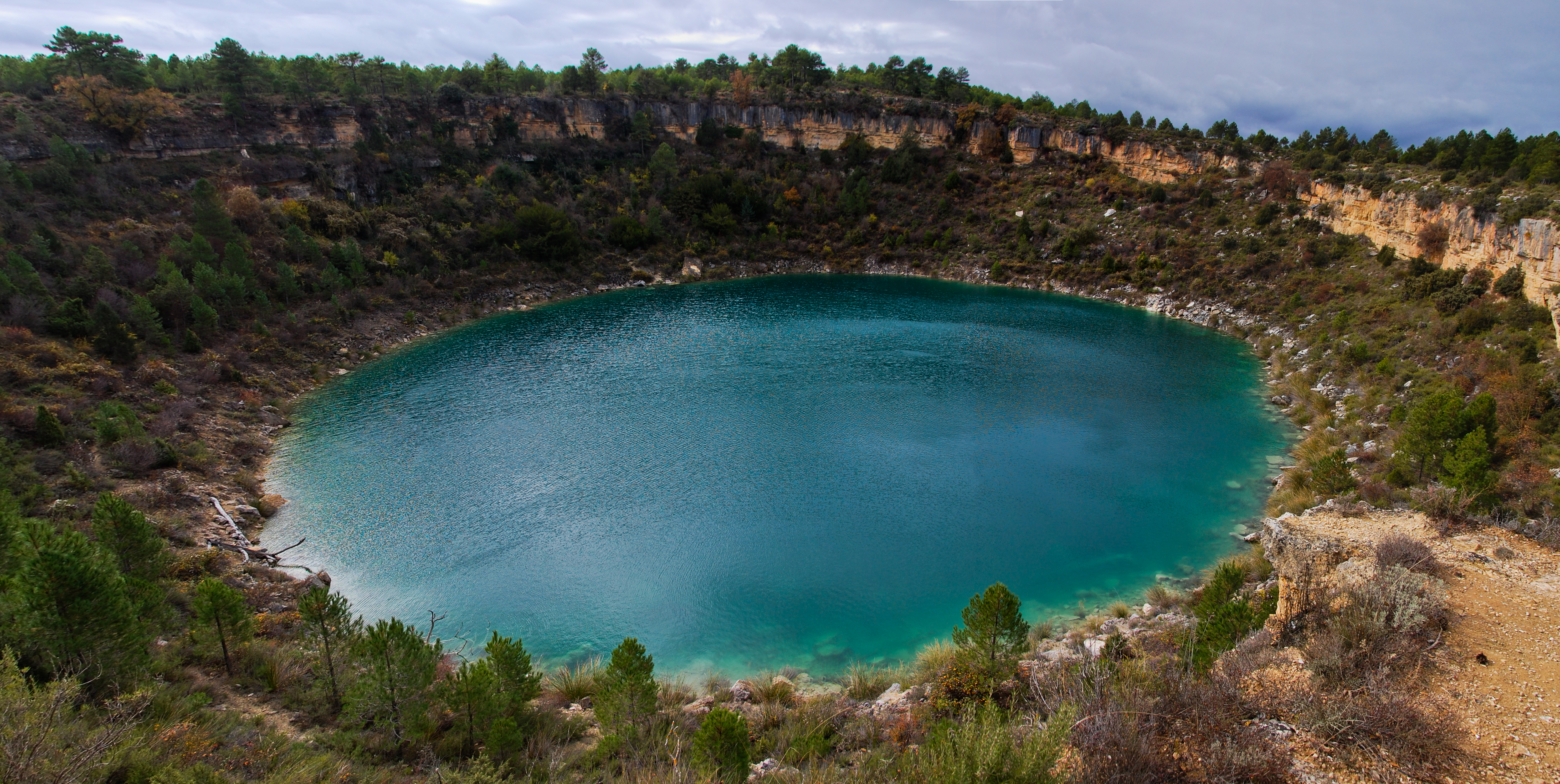
Una de las lagunas de Cañada del Hoyo, en la Serranía Baja

Hay muchas lagunas en el territorio de esta provincia, pero las más notables son la de Uña, laguna del Hito y laguna de Manjavacas.
La de Uña tiene su origen en una fuente que brota al pie de unos elevados riscos inmediatos, cuyo caudal, después de formarla, vierte en el Júcar. En Tobar hay dos lagunas, una grande y otra pequeña: la mayor tendría de dos a tres kilómetros de circunferencia.
Las demás lagunas son las siguientes: la de Montalbo, que es de mucha, extensión y de poca profundidad, y suele secarse en los veranos; la laguna de Manjavacas en Mota del Cuervo; las de Fuentes, Ballesteros y Alcantud; las de Las Zomas, la Laguna, Cañete, Cañada del Hoyo, Reillo y la laguna de El Taray, entre Las Pedroñeras y Las Mesas.

## Historia
Los límites y contenido de la provincia de Cuenca actual, son resultado en su mayor parte de la reforma de Javier de Burgos, del año 1833.
Cabe destacar el hecho de que una gran parte del norte de la actual provincia de Albacete incorpora territorios que una vez formaron parte de la provincia de Cuenca en el Antiguo Régimen; al igual que la parte sureste de la provincia de Guadalajara y más concretamente la zona del señorío de Molina.
En 1851 los territorios conquenses de Requena y Utiel son incorporados a la provincia de Valencia.

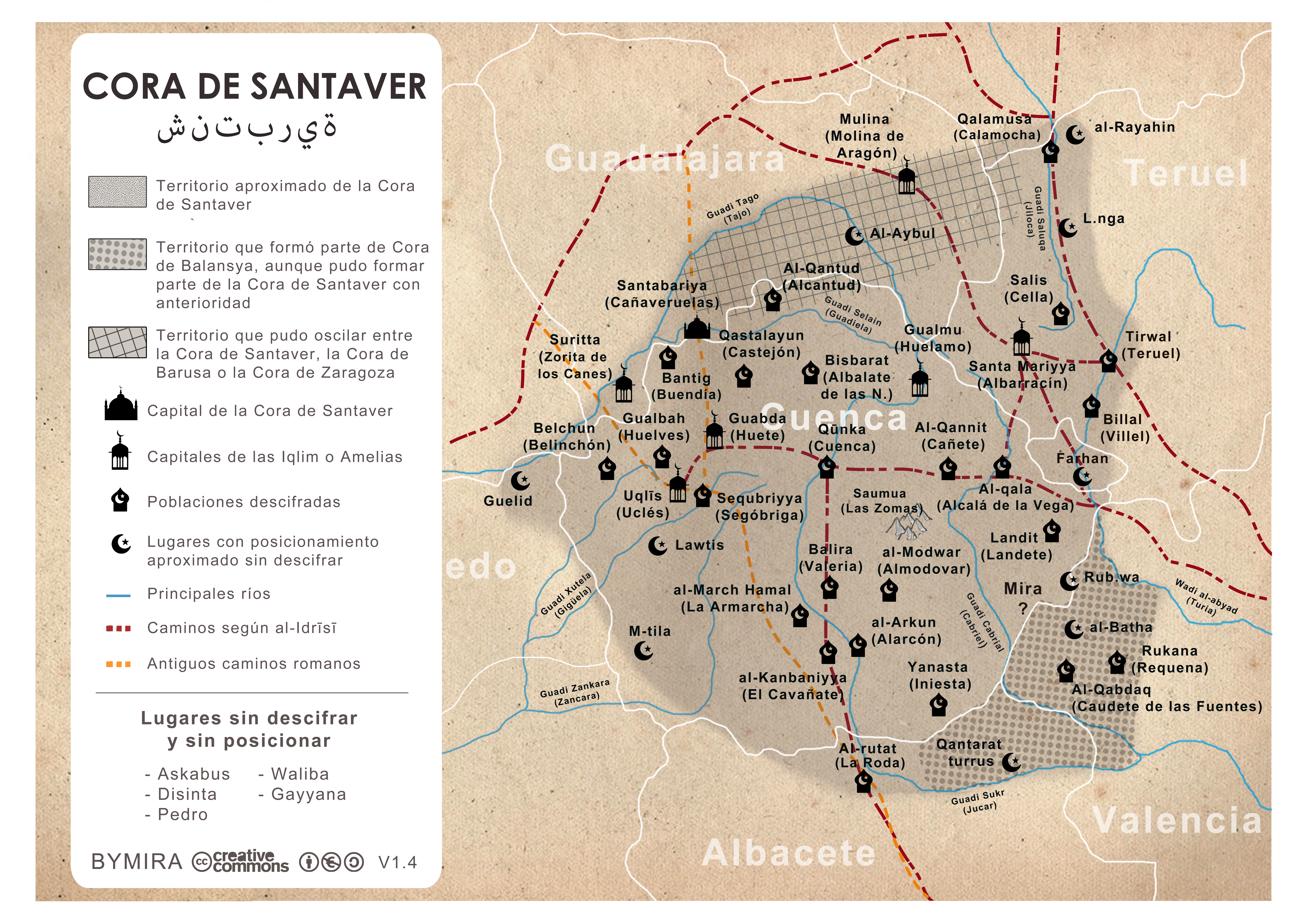
Cora Santaver
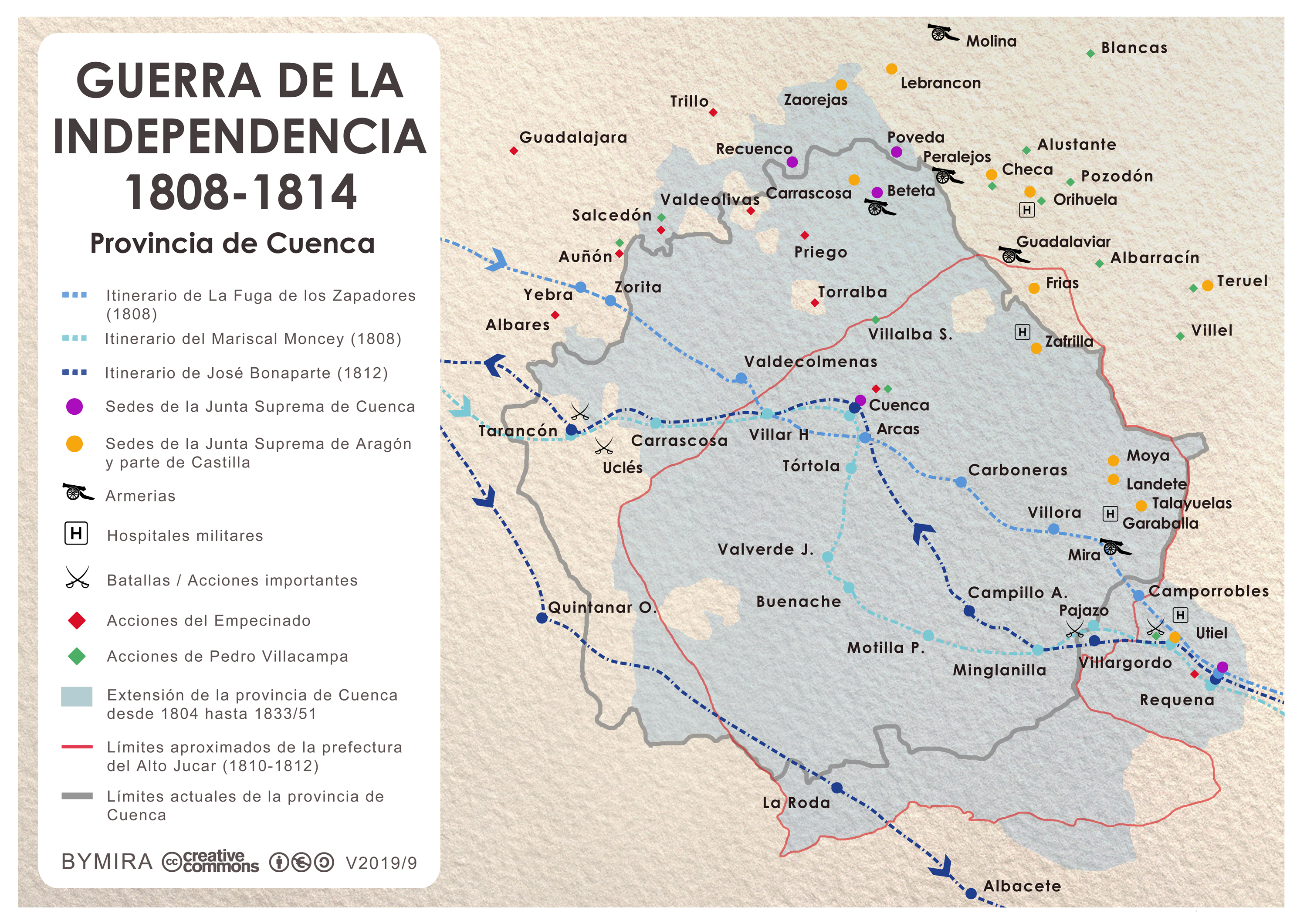
Guerra de la Independencia
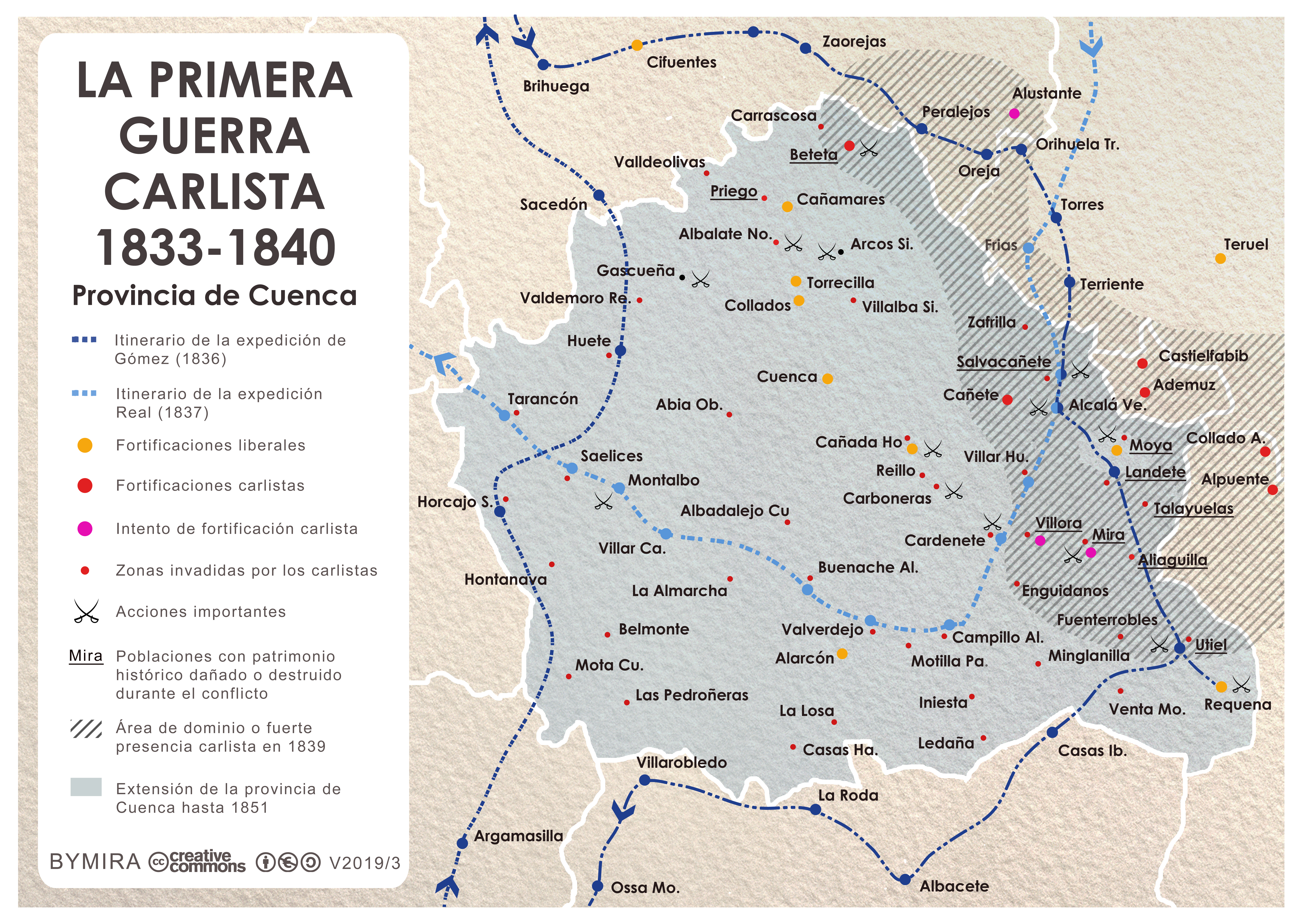
Primera Guerra Carlista
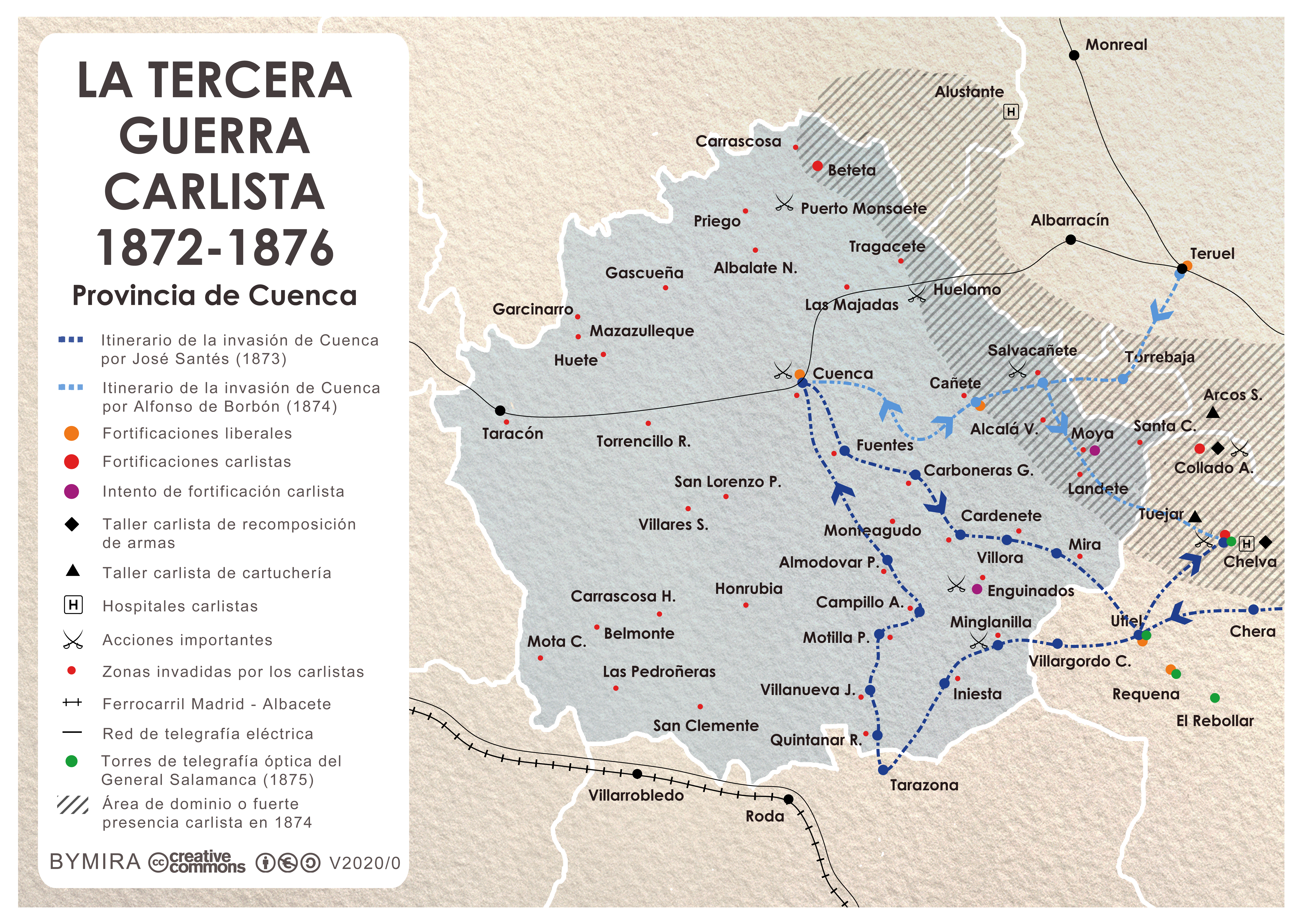
Tercera Guerra Carlista

## Demografía
Con un 3,4 % de la superficie nacional, Cuenca tiene una población que representa tan solo un 0,46 % del territorio nacional y el 10,3 % de la comunidad autónoma de Castilla-La Mancha.

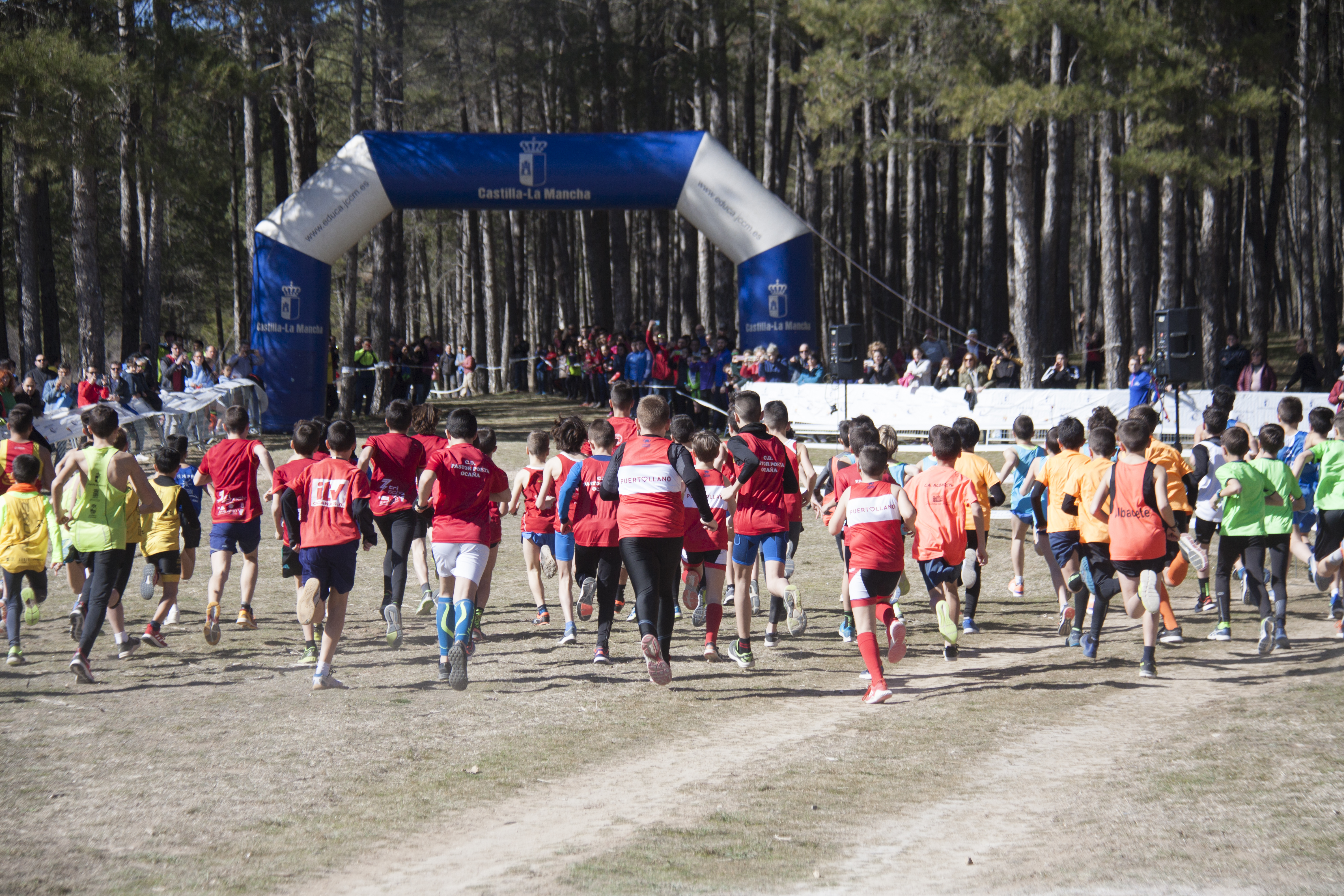
Campeonato Regional de Campo a Través (Cuenca, 2019)

La provincia de Cuenca tiene un alto índice de despoblación. Cuenca es la provincia menos poblada de Castilla-La Mancha, según el censo del 2018 del Instituto Nacional de Estadística, lo que la convierte en uno de los territorios más despoblados de España (11,51 hab./km² 2018). Este índice está muy alejado de los valores medios de España y de la Unión Europea (92,47 hab./km² y 117 hab./km², respectivamente también en 2018).
Además presenta una de las tasas de envejecimiento mayores de España; su decrecimiento vegetativo fue de -203 en 2007, que son  continuados desde hace décadas (año 2004, -608; 2005, -683; 2006, -553); además sus municipios viven una situación crítica ya que 74 de sus 238 municipios cuentan con menos de 100 habitantes, 179 tienen menos de 500 habitantes y solo siete tienen más de 5000 habitantes. 
La población de la provincia de Cuenca se concentra en la capital y municipios próximos; los municipios del suroeste de la provincia, es decir los municipios pertenecientes a las comarcas de Manchuela y La Mancha de Cuenca limítrofes con las provincias de Toledo y Albacete; y en las antiguas cabeceras de comarca (Tarancón, Landete o Huete) que también están en una dinámica regresiva. Las comarcas de Serranía Alta, Media y Baja tienen densidades de población muy bajas debido a la progresiva despoblación de esos territorios.
| Gráfica de evolución demográfica de la provincia de Cuenca entre 1842 y 2018             |
|                                                                                          |
| Fuente: Instituto Nacional de Estadística de España - Elaboración gráfica por Wikipedia. |

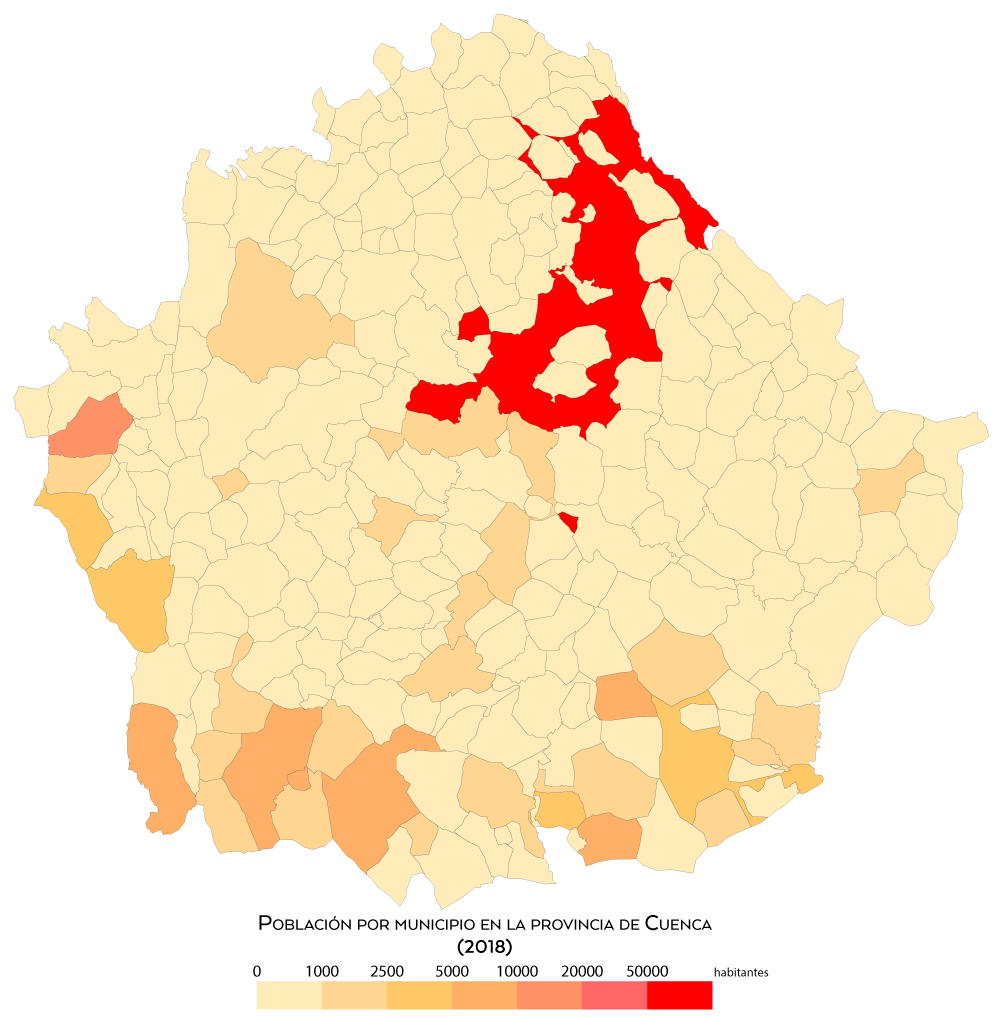
Población por municipio en 2018
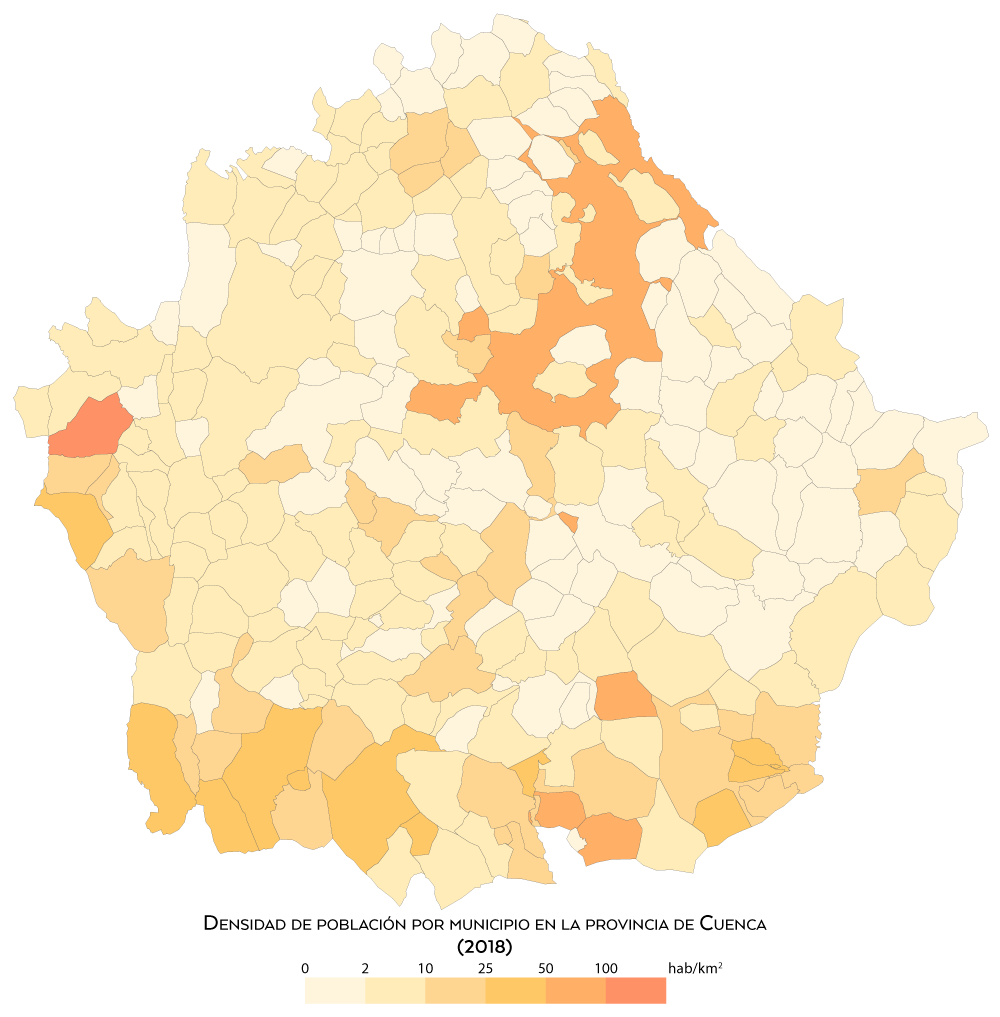
Densidad de población por municipio en 2018
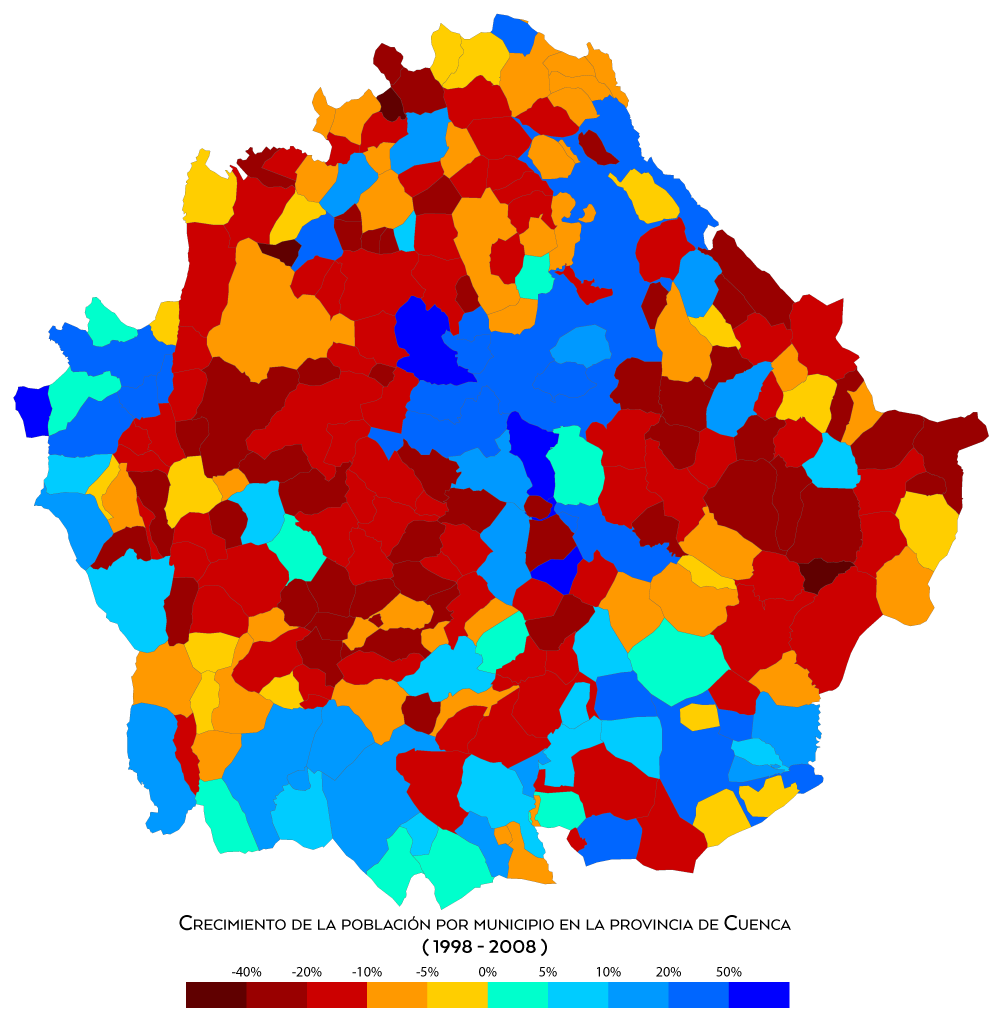
Crecimiento de la población por municipio entre 1998 y 2008
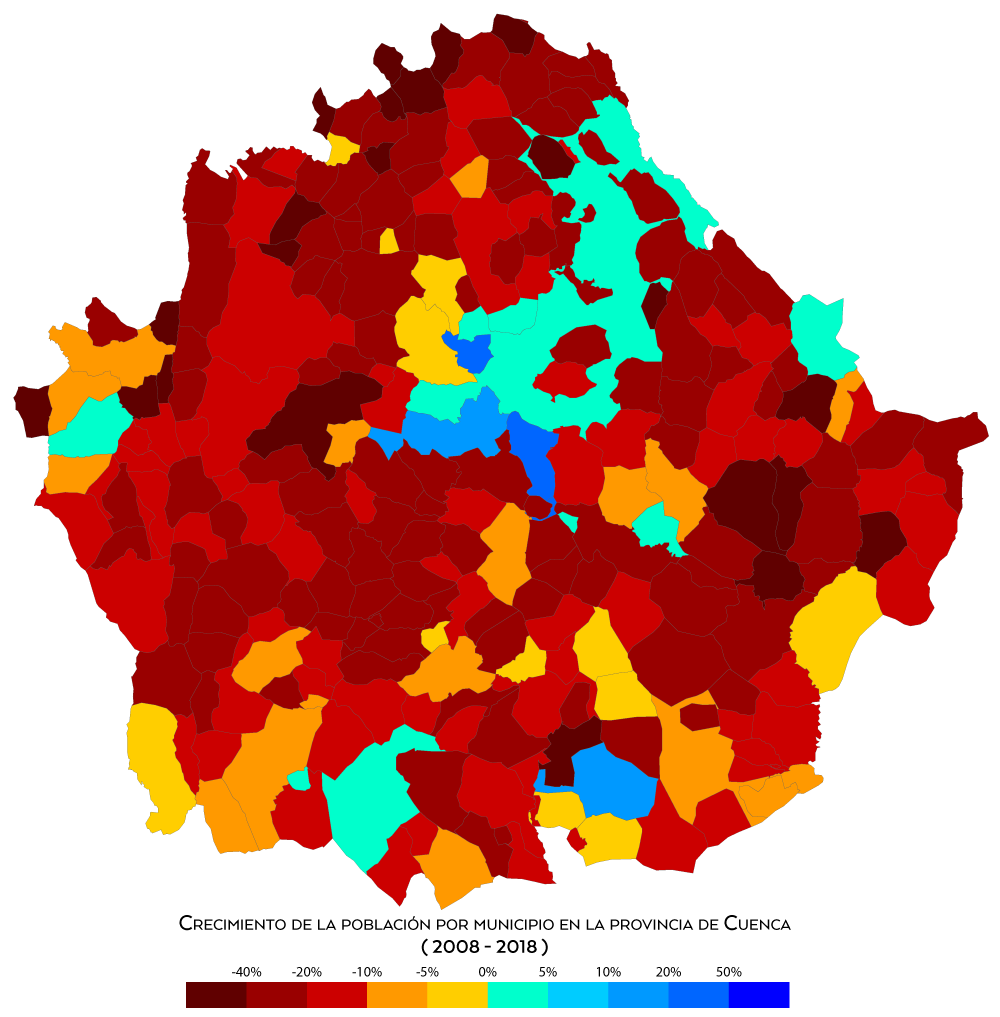
Crecimiento de la población por municipio entre 2008 y 2018

## Organización territorial

### Municipios
Existen 238 municipios en la provincia.
La provincia de Cuenca es la 34.ª de España en que existe un mayor porcentaje de habitantes concentrados en su capital (27,84 %, frente a 31,85 % del conjunto de España).

### Comarcas
Históricas
Pedro Pruneda dividía a la provincia en 1869, en su Crónica de la provincia de Cuenca, en tres comarcas: la Sierra, la Alcarria y la Mancha, cuyos límites exactos no era fácil determinar.

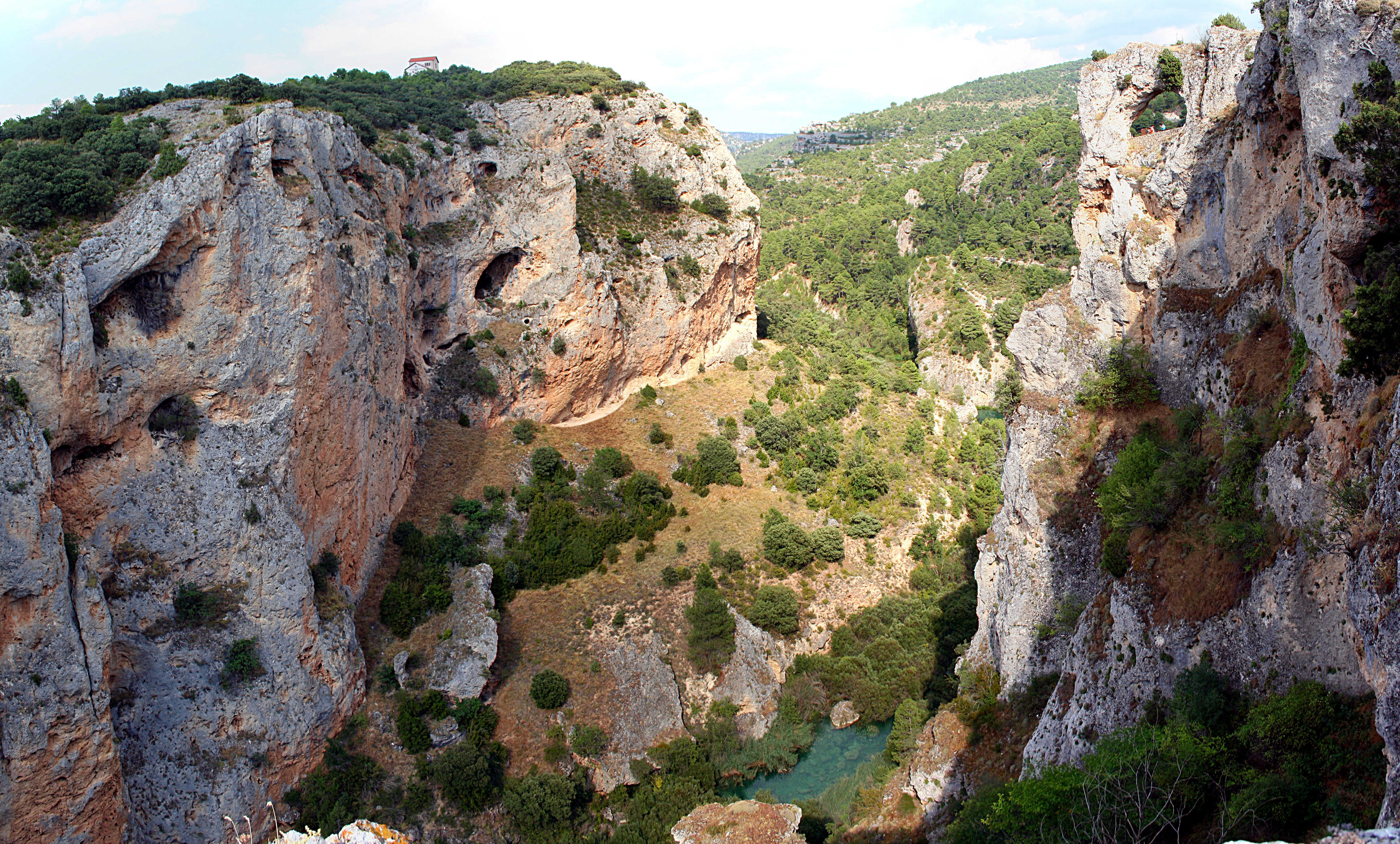
El Ventano del Diablo en la Serranía de Cuenca, en el término de Villalba de la Sierra

La zona de la Sierra quedaba comprendida dentro de la cordillera que, entrando en la provincia por el término de Alcantud, sigue la dirección del meridiano magnético por el este de Priego, Villaconejos, Albalate de las Nogueras, Torralba, Villar de Domingo García, Tondos, Arcos de la Cantera, Cuenca, La Melgosa, Mohorte y las Zomas. Allí hace una inflexión semielíptica dirigiéndose al oeste por el pueblo de Fuentes, norte de Villar del Saz de Arcas, Tórtola y Valdeganga, para terminar en la margen izquierda del Júcar entre el sur de Villar de Olalla y el molino del Castellar. Desde este punto vuelve a tomar otra vez el rumbo de norte-sur por el este de Albaladejo del Cuende, Valera de Abajo, suroeste de Piqueras, este de Hontecillas, Buenache de Alarcón, Olmedillo de Gaseas y Barchín del Hoyo, cambiando su dirección aquí para tomarla de sureste por Gabaldón, Campillo de Altobuey, Puebla del Salvador y Minglanilla, a encontrar el río Cabriel que forma por esta parte el límite de la provincia con la de Valencia. Continúa la línea que forma el perímetro de la Sierra por el mismo límite y el de las provincias de Teruel y Guadalajara, siguiendo las sierras de Aliaguilla, Pico Ranera y Collado de las Cruces de Talayuelas, desde cuyo sitio tuerce hacia el norte, buscando la sierra de Santerón, Zafrilla, Tejadillos, Valdemeca y Tragacete, para volver por las vertientes del Tajo a terminar hacia Alcantud.

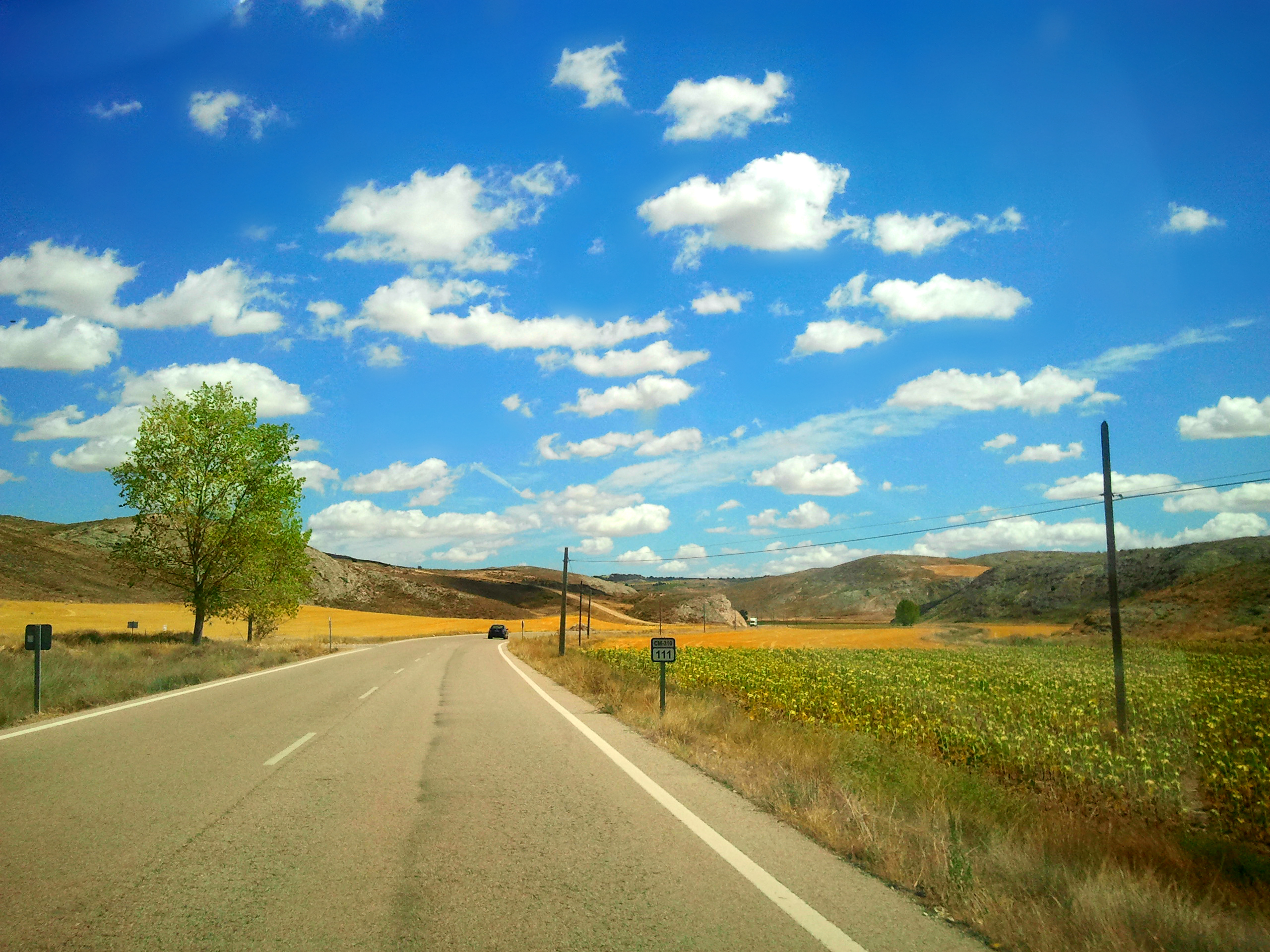
Kilómetro 111 de la carretera CM310 en La Alcarria

La segunda zona, conocida con el nombre de Alcarria, era el territorio que en su mayor parte más llana comprende la región hidrográfica del Tajo en esta provincia y que debe considerarse circunscrito al este por el trozo de cordillera descrito desde Alcantud a Bascuñana. El lado sur se halla marcado por la divisoria del Tajo y Júcar, que comenzando en término de Bascuñana va por Sacedoncillo, Fuentesclaras, Navalón, Jábaga, Cólliga y Villanueva de los Escuderos, a terminar en los altos de Cabrejas, donde tiene su origen el río Cigüela, afluente del Guadiana. El límite oeste lo constituye la divisoria del mismo Guadiana y Tajo, marchando por el este de Caboyas, Villar del Horno, Pineda, Valparaíso de Arriba, La Olmedilla, Loranca del Campo, suroeste de Huete, a concluir al oeste de Vellisca. El lado norte lo cierra la sierra de Altomira desde Vellisca por Mazarulleque, Garcinarro, Javalera y Buendía hasta su encuentro con la de Alcantud.

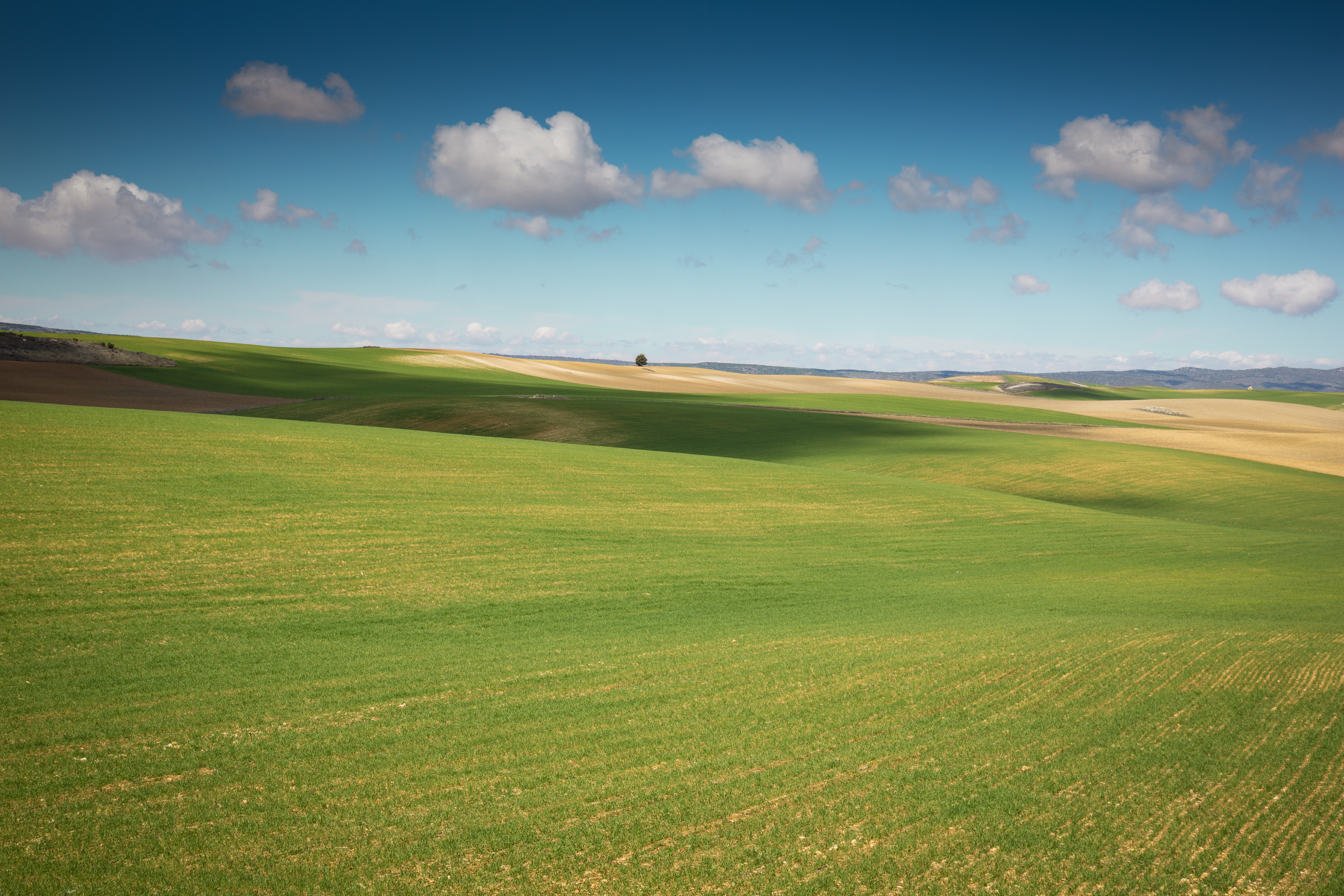
Paisaje manchego en la provincia

La zona denominada Mancha abarcaba el terreno desde la divisoria del Tajo y Guadiana en Vellisca, hasta el nacimiento del Cigüela en Cabrejas, y la continuación desde aquí por el molino del Castellar y trozo de cordillera que termina en Minglanilla. En este punto toma los límites con las provincias de Valencia, Albacete, Ciudad Real, Toledo y Madrid, para venir a concluir por los pueblos de Belinchón, Leganiel y Saceda-Trasierra, en el término de Vellisca donde da principio.
Contemporáneas
La Diputación Provincial de Cuenca divide la provincia en cinco grandes comarcas: La Alcarria conquense, La Mancha de Cuenca, la Manchuela conquense, la Serranía Alta y la Serranía Media-Campichuelo y Serranía Baja. Las cinco comarcas conquenses son muy dispares en paisaje y demografía, en cambio tienen una cultura y una gastronomía bastante comunes. Se pueden diferenciar por su paisaje en dos grupos; las de la serranía (Serranía Alta y Serranía Media-Campichuelo y Serranía Baja), las mesetarias (La Mancha de Cuenca y la Manchuela conquense) y La Alcarria que tiene un paisaje de transición entre ambas.[cita requerida]
Demográficamente también se pueden agrupar de la misma manera, ya que los municipios de la serranía y los alcarreños son municipios pequeños que una fuerte despoblación, mientras que los municipios manchegos son municipios medios y grandes con un dinamismo demográfico mayor.

## Medios de transporte
La provincia de Cuenca es un importante lugar de paso, ya que está situada en el centro-este de la península, conectando así el sur y el oeste con el levante español, por lo que dispone de un gran número de carreteras y autovías, y desde diciembre de 2011 también es un lugar de paso para conectar Madrid con toda la costa mediterránea a través de las líneas de Alta Velocidad Española.

### Carreteras
| Identificador | Nombre                   | Desde/Hasta                        | Ciudades importantes de Cuenca por donde pasa                             |
| ------------- | ------------------------ | ---------------------------------- | ------------------------------------------------------------------------- |
|               | Autovía del Este         | Madrid-Valencia                    | Tarancón, La Almarcha, Honrubia, Tébar, Motilla del Palancar, Minglanilla |
|               | Autovía de Alicante      | Atalaya del Cañavate-Alicante      | Honrubia, Atalaya del Cañavate, Sisante                                   |
|               | Autovía de la Meseta Sur | Ávila-Teruel                       | Tarancón, Carrascosa del Campo, Cuenca                                    |
|               | Autopista Ocaña-La Roda  | Ocaña-La Roda                      | Mota del Cuervo, Las Pedroñeras, San Clemente                             |
|               | Autovía del Guadiana     | Torrefresneda-Atalaya del Cañavate | San Clemente, Vara de Rey, Atalaya del Cañavate                           |

| Identificador | Desde/Hasta                      | Ciudades importantes de Cuenca por donde pasa |
| ------------- | -------------------------------- | --- |
|               | Honrubia-Requena                 | Tarancón, Honrubia, Alarcón, Motilla del Palancar, Minglanilla                                                                                        |
|               | Ocaña-Cartagena                  | Mota del Cuervo, Santa María de los Llanos, El Pedernoso, Las Pedroñeras, El Provencio                                                                |
|               | Manzanares-Villanueva de la Jara | San Clemente, Vara de Rey, Sisante, El Picazo, Villanueva de la Jara                                                                                  |
|               | La Gineta-Venturada              | Quintanar del Rey, Villanueva de la Jara, Motilla del Palancar, Almodóvar del Pinar, Cuenca, Chillarón de Cuenca, Villar de Domingo García, Cañaveras |
|               | Toledo-Cuenca                    | Tarancón, Carrascosa del Campo, A-40, Cuenca |
|               | Córdoba-Tarragona                | Mota del Cuervo, Belmonte, La Almarcha, San Lorenzo de la Parrilla, Villar de Olalla, Cuenca, Fuentes, Carboneras de Guadazaón, Cañete                |

| Identificador | Nombre                                               | Desde/Hasta           | Ciudades importantes de Cuenca por donde pasa                          |
| ------------- | ---------------------------------------------------- | --------------------- | ---------------------------------------------------------------------- |
|               | Autovía de la Alcarria                               | Tarancón-Guadalajara  | Tarancón, Barajas de Melo                                              |
|               | Autovía de la Meseta Sur (continuación hasta Teruel) | Ávila-Teruel          | Cuenca, Fuentes, Carboneras de Guadazaón, Cañete                       |
|               | Autovía Cuenca-Albacete                              | Cuenca-Albacete       | Cuenca, Motilla del Palancar, Villanueva de la Jara, Quintanar del Rey |
|               | Autovía Transmanchega                                | Daimiel-Tarancón      | Villamayor de Santiago, Horcajo de Santiago, Tarancón                  |
|               | Autovía Cuenca-Ciudad Real                           | Cuenca-Daimiel        | Cuenca, Villar de Olalla, La Almarcha, Belmonte, Mota del Cuervo       |
| CM-3124       |                                                      | Pozoamargo-Villamalea | Pozoamargo, Casas de Benítez, Casasimarro, Quintanar del Rey, Ledaña   |

### Ferrocarril

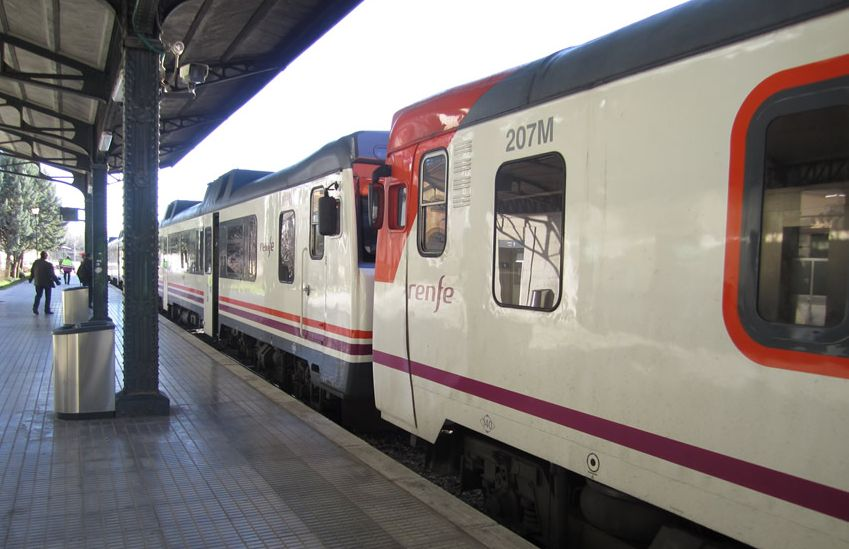
Tren en la estación de Cuenca

Hasta 2010, la única línea de ferrocarril que pasaba por la provincia de Cuenca era la línea de tren convencional Madrid-Cuenca-Valencia. Las localidades más importantes por las que pasa son:Tarancón, Huete, Cuenca, Cañada del Hoyo y Carboneras de Guadazaón. Esta línea es de vía única, y debido a su difícil trazado y la limitación impuesta en 2011 (60 km/h), alargan considerablemente el tiempo de viaje, con respecto a la línea por Albacete y el AVE. La línea convencional que recorría la provincia de este a oeste vio circular su último tren entre Cuenca y Aranjuez el 19 de julio de 2022; sin embargo, el tramo de la Serranía de Cuenca estaba ya fuera de servicio desde el 8 de enero de 2021, tras la incursión de la borrasca Filomena.
El 18 de diciembre de 2010, se inauguraron las líneas de Alta Velocidad Madrid-Cuenca-Valencia y Toledo-Madrid-Cuenca-Albacete (cuya conexión en AVE fue suprimida meses después por la baja afluencia de viajeros), que permiten conectar Madrid con Cuenca en tan sólo 50 minutos con trenes AVE S-112 y Alvia S-130, con Valencia en 45 minutos y con Albacete en 35. Además, la llegada de la alta velocidad ha propiciado que en Cuenca tengan parada las líneas Madrid-Castellón (con parada en Valencia-Joaquín Sorolla y Sagunto), Madrid-Alicante (con paradas en Albacete y Villena-AV) y Alicante-Gijón (con paradas en Villena-AV, Albacete-Los Llanos, Madrid-Puerta de Atocha, Madrid-Chamartín, Segovia-Guiomar, Valladolid-Campo Grande, Palencia, León, Pola de Lena, Mieres-Puente y Oviedo).

## Economía

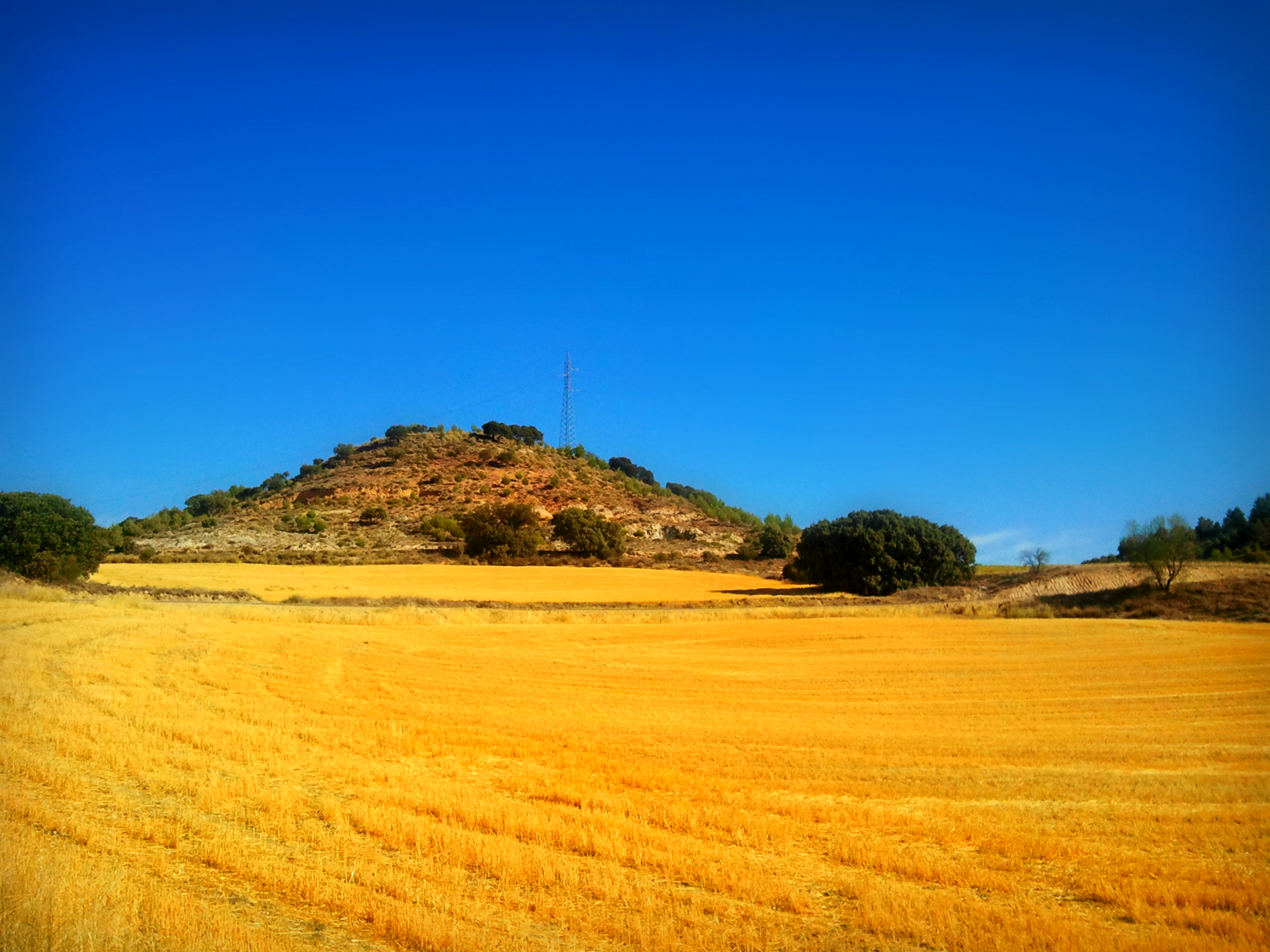
Campo de trigo en La Alcarria

Cuenca, con una economía algo deprimida debido principalmente a la emigración continuada, parece renacer ahora con el turismo y el progresivo conocimiento de sus excelentes paisajes y recursos. La economía ha estado tradicionalmente centrada en las actividades agrarias y forestales: cereales, vid, olivo, azafrán, ajos, garbanzos, lentejas, cultivo de hongos (Villanueva de la Jara, Altarejos, Las Pedroñeras, Los Hinojosos, Mota del Cuervo, Puebla de Almenara). En relación con las actividades ganaderas en la provincia, se destaca el ganado ovino, además del aprovechamiento apícola de colmenas. Antiguamente tuvo importancia económica en la zona la obtención de sal, existiendo diversas salinas en la provincia.

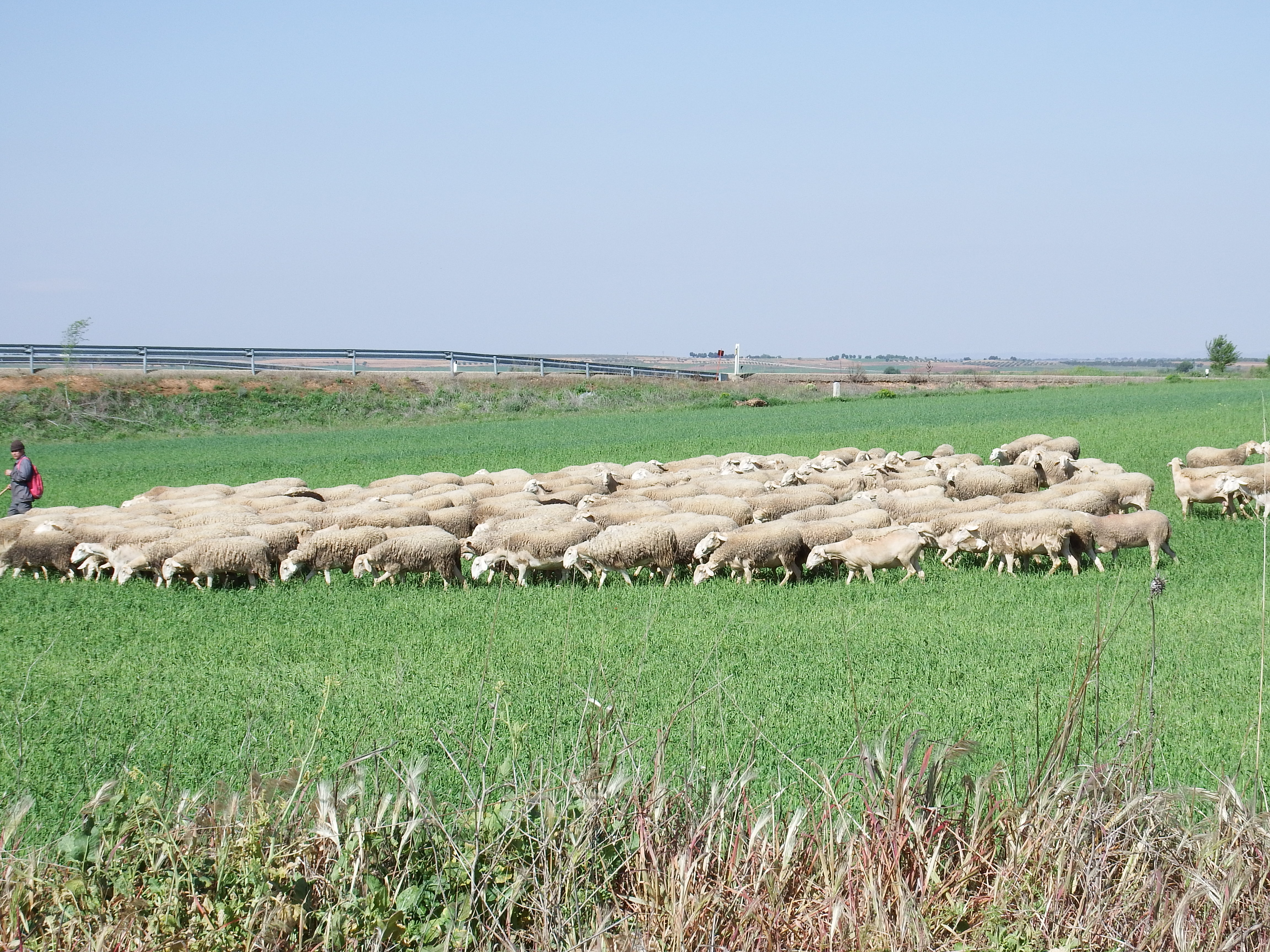
Ovejas en Villamayor de Santiago

La industria se centra sobre todo en el sector derivado de la riqueza forestal conquense: aserraderos (Cuenca, Almodóvar del Pinar) y resinas (Cuenca, Arcos de la Sierra). Sus manantiales de aguas minerales de gran calidad, principalmente al norte de la provincia, dan lugar a una industria embotelladora de importancia creciente (por ejemplo, las aguas de Beteta y de Huerta del Marquesado). En su territorio se encuentran los embalses de Buendía, La Toba, Alarcón y Contreras.
Sus productos más característicos son los derivados cárnicos, como el morteruelo o el gazpacho pastor. Postres como el alajú, bebidas como el resolí, el vino y el aguardiente de Ribatajada, el queso, el ajo morado de Las Pedroñeras, las setas y el champiñón de la Manchuela y la miel de la Alcarria.

## Cultura

### Folclore

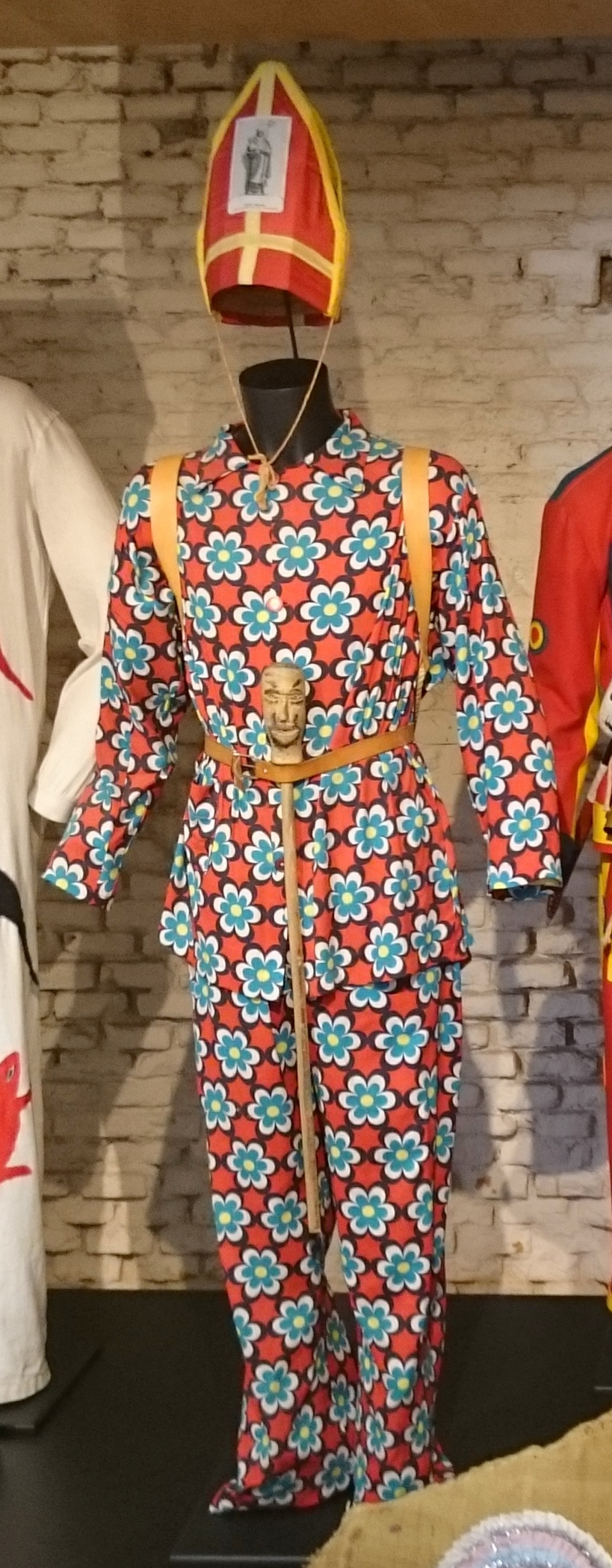
Traje de La Endiablada de Almonacid del Marquesado

La variedad geográfica de Cuenca (Sierra, Alcarria, Mancha y La Manchuela), la diversidad de culturas confluyentes en la región a lo largo de su historia, el aislamiento originado por sus características geográficas y climáticas y su configuración social predominantemente agrícola y ganadera (de trasiego de campesinos y pastores), hacen suponer por sí solas la consiguiente variedad folclórica conquense, que se confirma en la realidad. Ejemplos musicales correspondientes a los ciclos Anual (de la Naturaleza o las Estaciones), Religioso o Litúrgico (íntimamente relacionado con el anterior al incorporar con nuevo significado costumbres anteriores al cristianismo) y Vital y Social (relativo a las diferentes etapas de la vida humana y a las instituciones), que se emplean habitualmente para clasificar el folclore, se hallan en la provincia de Cuenca dando fe de la variedad antes mencionada.
En algunos casos tales ejemplos son poco frecuentes o aislados, como los relativos a la celebración del Carnaval y del solsticio de verano (San Juan), consecuencia, tal vez, de inquisiciones y censuras más o menos recientes.
Aparecen otros, casi singularizados a algunas localidades cercanas entre sí, como las albadas al Nacimiento de la Sierra Oriental de Cuenca (Víllora y Cardenete) o más extendidos por la Sierra o la Alcarria, como Las Músicas, en los que es posible afirmar su derivación de formas más frecuentes y desarrolladas en regiones limítrofes (les Albaes valencianas en el primer caso y los Fandangos viejos de Castellón y el Alto Palancia en el segundo).
En otras ocasiones, los ejemplos se concretan en formas musicales definidas y ampliamente generalizadas, cantadas, danzadas o mixtas, como ocurre con las jotas, rondas, mayos, seguidillas, danzas de palos, villancicos, romances y canciones de trabajo.
La abundancia y variedad de las mismas permite, entonces, su comparación y, en consecuencia, la posible detección de características musicales comunes a cada uno de estos géneros o específicas de determinadas áreas; características que permiten arriesgar alguna puntualización de jotas y seguidillas, que ambas son de mayor extensión melódica y definición rítmica en la Sierra y la Alcarria que en la Mancha. El manchego parece recortar o reducir la melodía y se libera, en el canto, del ritmo impuesto por el acompañamiento instrumental, (como ocurre en la Torrás y en algunas Seguidillas de Mota del Cuervo).

### Gastronomía
Gastronomía rural y pastoril

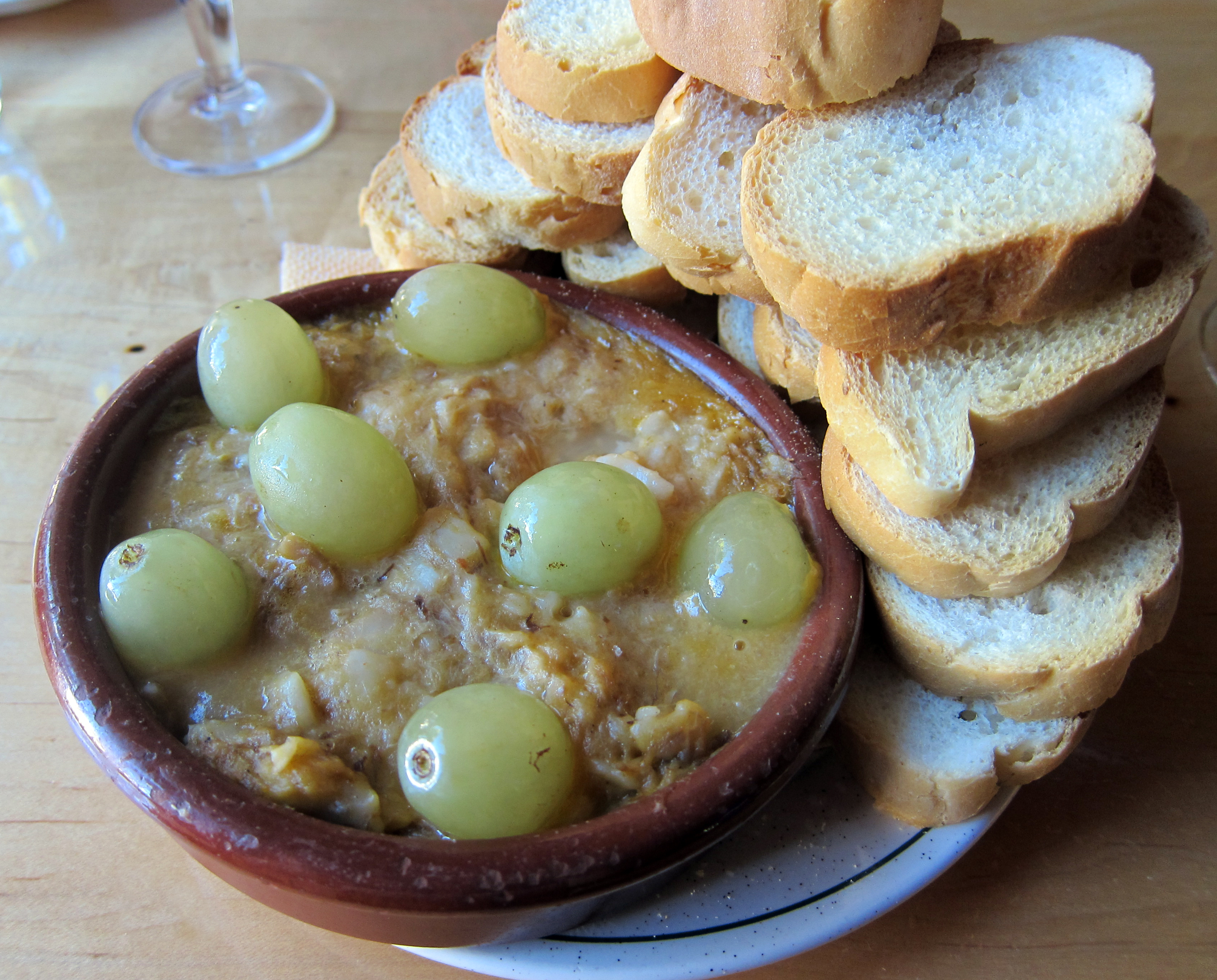
Gazpacho pastor

La cocina de la provincia de Cuenca trae a la mente la típica gastronomía castellana; platos elaborados por pastores, por arrieros, por cazadores, hombres que hacen frente a través de la energía proporcionada por la comida a un clima duro, donde se pasa del calor al frío casi sin hacer escalas y en una región que brinda muchos productos para que sean utilizados.

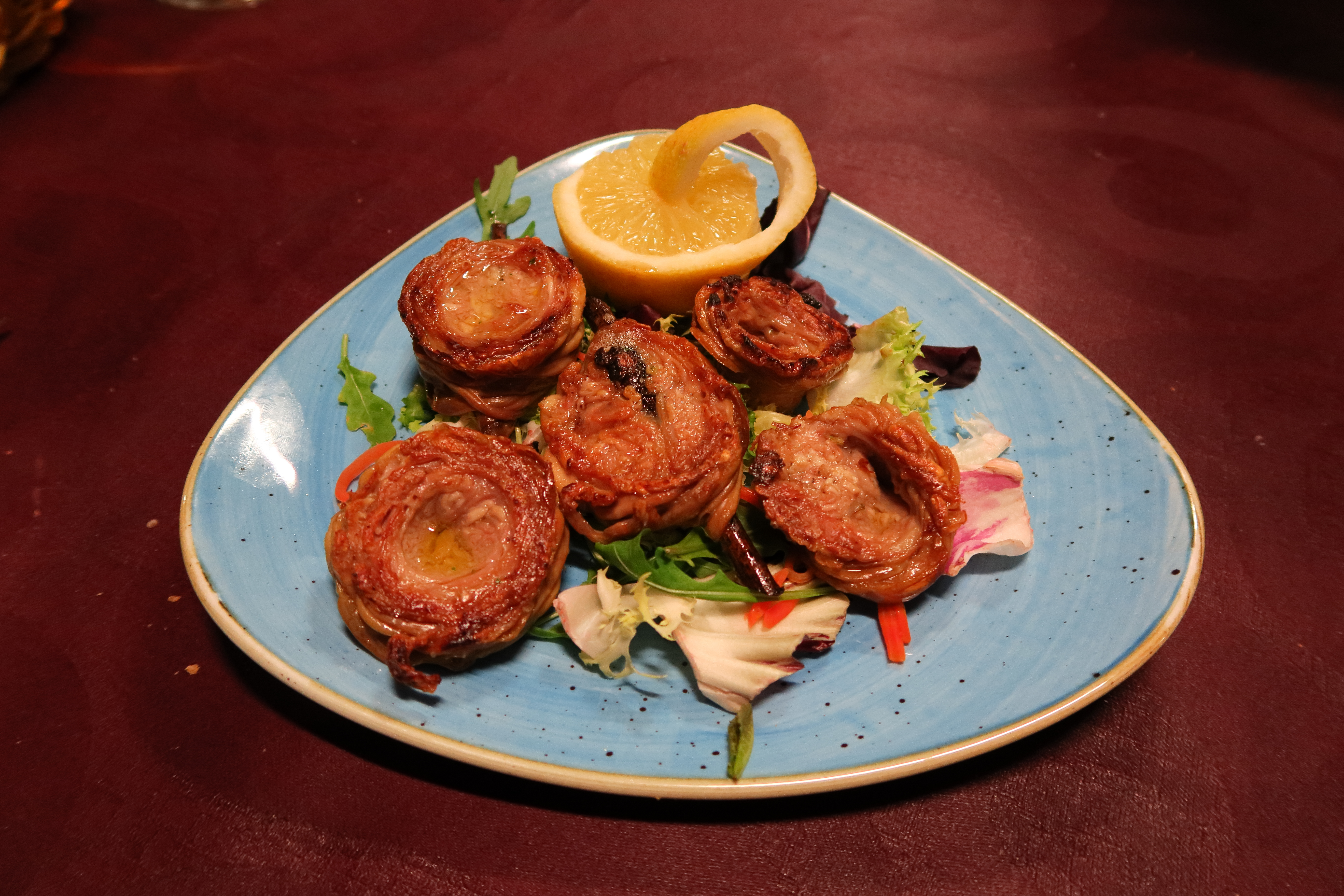
Zarajos

La calidad de las materias primas y el respeto a las tradiciones son dos características esenciales de esta provincia. La carne de caza, encabezada por la perdiz, se encuentra presente en multitud de platos, como el morteruelo, aunque se puede emplear carne de gallina en su lugar. Otras carnes, como el cordero también encuentran su lugar en tierras conquenses. Recetas como los zarajos, o las chuletas de lechal al rescoldo de la sierra, son muy interesantes, sabrosas, e ideales para degustar todo el sabor de esta carne. Platos tradicionales como el ajoarriero, elaborado con bacalao y ajos (excelentes los de Las Pedroñeras). Los originales gazpachos galianos que emplean pan ácimo, los morteruelos, variadas carnes de caza, las migas (migas duras), las calderetas, complementan esta cocina basada en la carne y añaden sabores diferentes, pero igual de populares.
Cocina cuaresmal

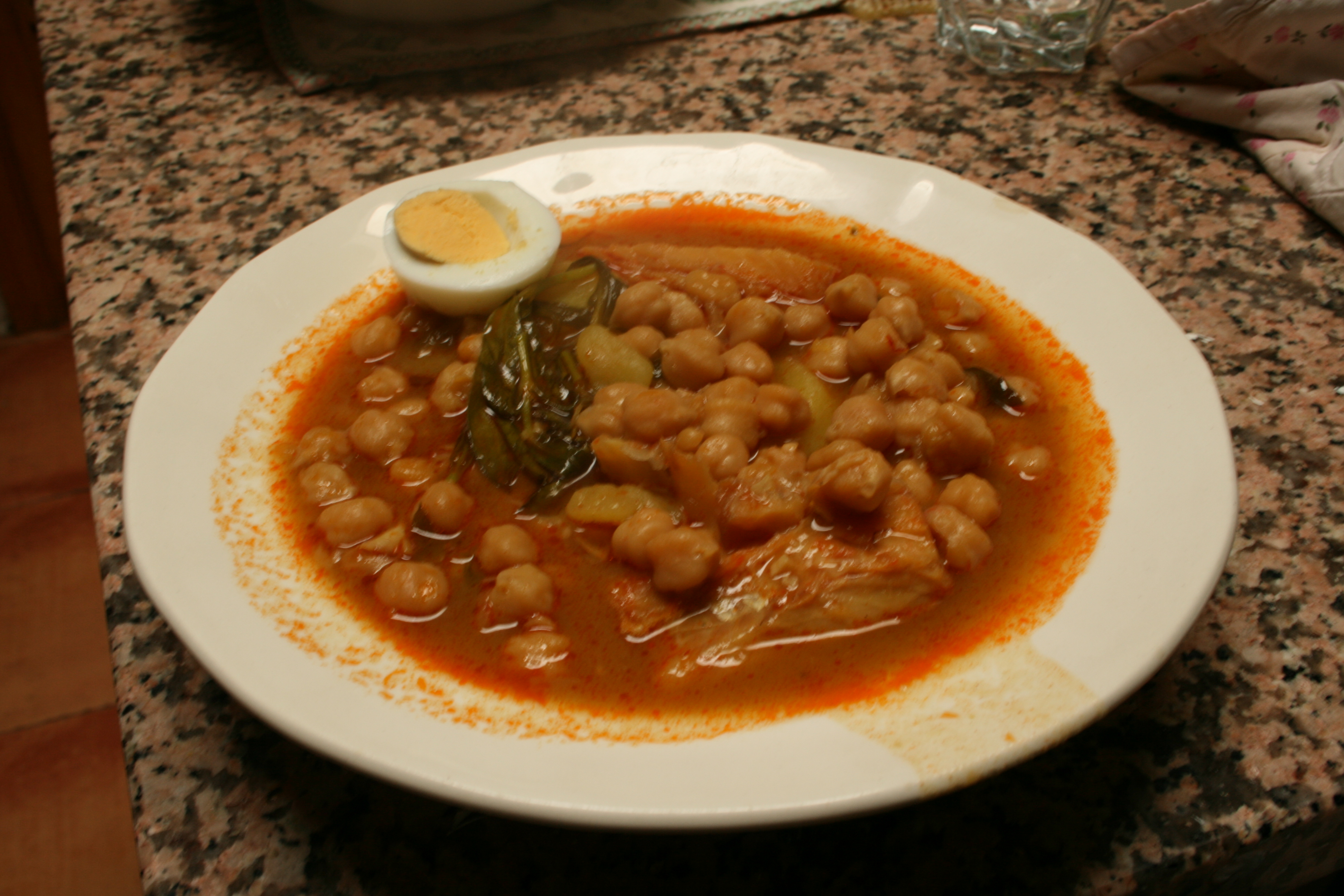
Potaje de vigilia con garbanzos y decorado con un huevo duro

El protagonismo de la carne, desaparece de los fogones conquenses con la llegada de las fiestas de Semana Santa. Los potajes, las garbanzadas con bacalao y espinacas, las judías blancas o las patatas al Ajovirón, asumen el estrellato, dando un giro a la gastronomía tradicional. Las verduras, cocidas en agua y sal, dan un toque de sencillez en el que, sin embargo sorprenden los sabores naturales. Las truchas, de ríos y arroyos conquenses, frescas y sabrosas, también adquieren protagonismo en las mesas con la llegada de esta época.
Hongos
En la cocina conquense siempre se han utilizado hongos, debido a la gran superficie forestal que esta provincia tiene. En localidades como Almodóvar del Pinar o Monteagudo de las Salinas se utiliza mucho el níscalo en la época de otoño. A partir de la década de 1970, en Villanueva de la Jara se comenzaron a cultivar el champiñón (Agaricus bisporus) y la seta de ostra (Pleurotus ostreatus). Con estos productos se hacen revueltos caseros de setas, champiñón al ajillo, pollo con setas, setas rebozadas, y un largo etcétera.
Dulces
La oferta dulcera de la provincia de Cuenca es amplia y muy variada. Destaca el alajú, un dulce elaborado con miel, almendras y miga de pan, aunque también hay versiones que sustituyen la almendra por nueces o higos. También son dignas de mención las torrijas empapadas en leche (sobre todo en las citadas fiestas de Semana Santa), las rosquillas de anís, las torrijas (en Semana Santa también), los bizcochos de canela, las obleas, el pan de pasas o las rosquillas fritas, sin olvidar las tortas de las candelas (finísimas tortas crujientes bañadas en miel y típicas de Ribatajada y sus alrededores). También en la localidad de Zarza de Tajo se encuentra la llamada Torta de La Virgen, este dulce basado en miel y fideo, se prepara a partir del mes de enero para así en las fiestas de la patrona la Virgen de Las Candelas ofrecérsela a la virgen, esta gran torta puede llegar a pesar más de 800 kg, para poder partirla es preciso de una sierra de gran tamaño.
Otros postres típicos conquenses son las papartas (también llamadas Japaipas en la localidad de Uclés y Hojuelas en Tinajas), unas tortas hechas con agua, aceite y harina, una masa similar a la de los churros, a las cuales se les echa azúcar una vez fritas. Son típicas de la Semana Santa. En la Alcarria (Valdemoro del Rey y Garcinarro), también son típicos los torcíos, dulces con forma de hélice o tornillo hechos a partir de una masa similar a la de las rosquillas.
Vinos

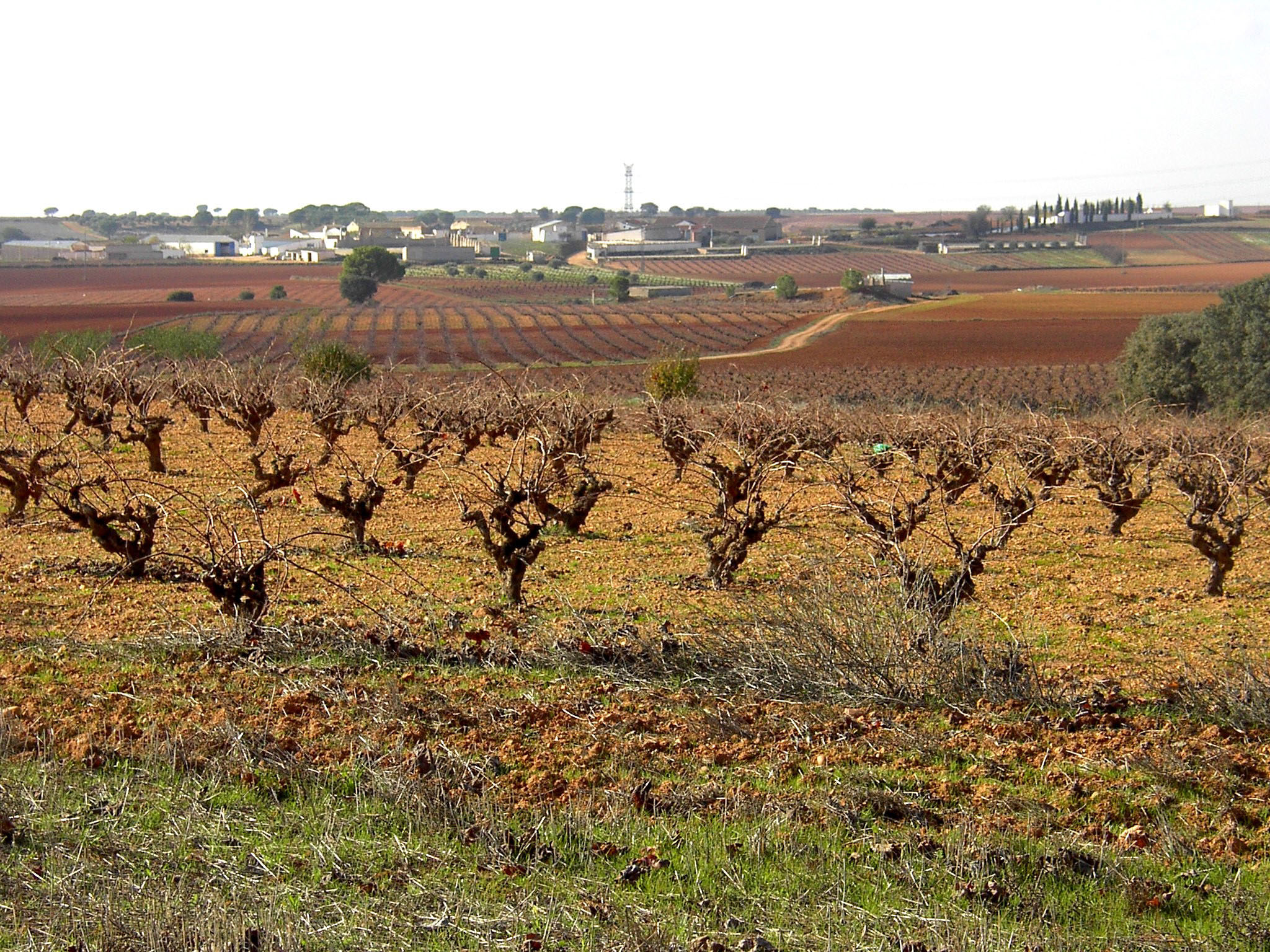
Viñas en Casas de Santa Cruz

En esta provincia se producen vinos de las Denominaciones de Origen La Mancha, La Manchuela y Ribera del Júcar, vinos de la Tierra de Castilla y reciente denominación de Origen Uclés, blancos y tintos son muy interesantes y premiados recientemente, ligeros y afrutados, cuando son jóvenes. Además puede encontrarse un licor típico, para facilitar digestiones pesadas: el resolí, el cual es un licor elaborado mezclando aguardiente, café, canela, corteza de naranja y azúcar.